# Ulitý start
Ulitý start je situace, kdy závodník vystartuje před startovním signálem. Je to jeden z nejčastějších prohřešků proti pravidlům v některých rychlostních sportovních disciplínách. Jedná se nejčastěji o běžecké disciplíny na krátkých tratích (do 200 m), plavání a disciplíny dráhové cyklistiky. Na závodech nejvyšší úrovně dráhové cyklistiky se při pevném startu startuje ze startovacích boxů a předčasný start tak není možný. Při letmém startu je pak ekvivalentem nadhození předního kola při průjezdu startovní čárou (např. disciplína 200m).
Za ulití startu následuje penalizace. Ta je samozřejmě odlišná v různých sportovních odvětvích. Nejhorším možným postihem je diskvalifikace ze závodu, té většinou předchází napomínání.
Při běžeckých sprintech je závodník diskvalifikován hned po prvním ulitém startu (v letech 2003–2009 po dvou ulitých startech). K pravidlu jednoho startu přistoupila IAAF kvůli úmyslným ulitím ze strany slabších závodníků, kteří vystavovali nebezpečí ty lepší, nebo kvůli strategii, kdy se mohla startovní procedura zpožďovat až o 5 minut. Zda k ulití došlo, je sledováno elektronickými čidly zabudovanými přímo do startovních bloků. V lehké atletice je za ulitou považována startovní reakce pod 0,10 sekundy (tedy přesně pod jednu desetinu sekundy), neboť rychleji lidské reflexy nepracují, a jde tedy o začátek pohybu již před výstřelem startovní pistole. Tato regule je velmi záludná a mnozí favorité na velkých soutěžích už na ni doplatili.
Penalizace se historicky vyvíjela. Ještě na olympijských hrách v St. Louis roku 1904 sprinter, který ulil start, musel ustoupit o dva metry za startovní čáru.